# Гижа Орест Маркович
Гижа Орест Маркович (нар. 14 жовтня 1913, с. Висова Горлицького повіту, нині Польща — пом. 19 лютого 1990, м. Бережани) — лікар, фольклорист. 

## Біографія
Орест Гижа народився у мальовничому гірському селі Висова Горлицького повіту (тепер — Малопольське воєводство Республіки Польща) у вчительській сім'ї.
В 1930-1931 рр. навчаючись у Горлицькій класичній гімназії зацікавився народними лемківськими піснями. Почав збирати тексти пісень у Висовій та довколишніх селах — Бліхнарці та Лосє, водночас записував мелодії. Грав на мандоліні.
Закінчивши гімназію вступив до Варшавської стоматологічної академії, в якій навчався з 1933 по 1937 рр.
У Варшаві став учасником українського товариства, познайомився з відомим науковцем Іваном Огієнком (згодом — митрополитом Іларіоном), послом у сеймі Степаном Скрипником (патріархом Мстиславом) також із письменницею Оленою Телігою.
Показав свої записи Філаретові Колессі. Відомий фольклорист проаналізував не тільки мелодію кожної пісні, а й кожне слово і заохотив Ореста до подальших пошуків. Спонукав до цієї праці й Іван Огієнко.
1943 року закінчив курс теорії та композиції музики в М. Колесси у Львові.
1945 року Орест був переселений із Польщі в Україну; проживав у Бережанах, де працював стоматологом.
На початку 1950-х років відновив збирання лемківських пісень.
Помер 1990 р. у Бережанах на Тернопільщині.

## Публікації та записи
- "Українські народні пісні з Лемківщини",1972 р.
- Записав і зробив паспортизацію близько 450 пісень і балад

- Записував фольклор лемків, зокрема 80 пісень від співачки М. Макари та її дочки у с. Висова.

Частина фольклорних записів зберігається в ІМФЕ НАНУ.

## Цитати
- Дана праця має вартість не тільки пізнавальну, вона не тільки збагачує нашу музичну фольклористику, але її значення і вага є далеко ширші і вагомі, якщо взяти під увагу, що Лемківщини як території вже немає, — писав про книжку "Українські народні пісні з Лемківщини", відомий композитор і музикознавець Микола Колесса (син Філарета Колесси)

- Весь вільний час, всі відпустки батько записував тексти і мелодії пісень, корегував, опрацьовував їх. Допомагала йому в цьому мати Анна. Вона проспівувала ці пісні, адже мала гарний голос, була колись учасницею хору села Висова. — згадує син Роман.[2]